# Eusattodera pini
Eusattodera pini är en skalbaggsart som beskrevs av Schaeffer 1906. Eusattodera pini ingår i släktet Eusattodera och familjen bladbaggar. Inga underarter finns listade i Catalogue of Life.